# Condado de Gooding
El condado de Gooding (en inglés: Gooding County), fundado en 1913, es uno de los 44 condados del estado estadounidense de Idaho. En el año 2000 tenía una población de 14 155 habitantes con una densidad poblacional de 7.5 personas por km². La sede del condado es Gooding.

## Geografía
Según la Oficina del Censo, el condado tiene un área total de 1901 km² (734 mi²), de la cual 1893 km² (730,9 mi²) es tierra y 8 km² (3,1 mi²) (0.42%) es agua.

### Condados adyacentes
- Condado de Elmore - oeste
- Condado de Twin Falls - sur
- Condado de Jerome - este
- Condado de Lincoln - este
- Condado de Camas - norte

### Carreteras
- - Interestatal 84
- - US 26
- - US 30
- - SH-46

## Demografía
En el 2000 la renta per cápita promedia del condado era de $$31 888, y el ingreso promedio para una familia era de $36 290. En 2000 los hombres tenían un ingreso per cápita de $25 321 versus $17 903 para las mujeres. El ingreso per cápita para el condado era de $14 612. Alrededor del 13.80% de la población estaba bajo el umbral de pobreza nacional.

## Ciudades
- Bliss
- Gooding
- Hagerman
- Wendell